# آنتونیس فوتسیس
آنتونیس فوتسیس (انگلیسی: Antonis Fotsis؛ زادهٔ ۱ آوریل ۱۹۸۱) یک بازیکن بسکتبال اهل یونان است.
از باشگاه‌هایی که در آن بازی کرده‌است می‌توان به ممفیس گریزلیز، باشگاه بسکتبال رئال مادرید، المپیا میلان، باشگاه بسکتبال پاناتینایکوس، و تیم ملی بسکتبال یونان اشاره کرد.
وی در مسابقات کشوری و بین‌المللی در مجموع برندهٔ ۲ مدال طلا، ۱ مدال نقره، ۲ مدال برنز شده‌است.